# Lega C 2012 (football americano)
La Lega C 2012 è stata la 7ª edizione del campionato di football americano di terzo livello, organizzato dalla SAFV.

## Squadre partecipanti
| Club               | Città     | Stadio | Sponsor ufficiale | Risultato nella stagione 2011 |
| ------------------ | --------- | ------ | ----------------- | ----------------------------- |
| Calanda Broncos II | Coira     |        |                   | -                             |
| Midland Bouncers   | Zugo      |        |                   | Terzo posto in Lega C         |
| Neuchâtel Knights  | Neuchâtel |        |                   | Secondo posto in Lega C       |
| Lugano Lakers      | Lugano    |        |                   | Quarto posto in Lega C        |

## Stagione regolare

### Calendario

#### 1ª giornata
| Lugano 25 marzo 2012 | Lugano Lakers | 13 – 0 | Midland Bouncers |  |

#### 2ª giornata
| Neuchâtel 1º aprile 2012 | Neuchâtel Knights | 14 – 20 | Lugano Lakers | Terrain du Chanet |

#### 3ª giornata
| Coira 7 aprile 2012 | Calanda Broncos II | 0 – 12 | Neuchâtel Knights | Stadion Ringstrasse |

#### 4ª giornata
| Coira 29 aprile 2012 | Calanda Broncos II | 32 – 0 | Lugano Lakers | Stadion Ringstrasse |

#### 5ª giornata
| Lugano 12 maggio 2012 | Lugano Lakers | 0 – 8 | Calanda Broncos II |  |

| Neuchâtel 13 maggio 2012 | Neuchâtel Knights | 13 – 0 | Midland Bouncers | Terrain du Chanet |

#### 6ª giornata
| Neuchâtel 20 maggio 2012 | Neuchâtel Knights | 0 – 20 | Calanda Broncos II | Terrain du Chanet |

#### 7ª giornata
| Zugo 26 maggio 2012 | Midland Bouncers | 0 – 7 | Lugano Lakers | Riedmatt |

#### 8ª giornata
| Coira 2 giugno 2012 | Calanda Broncos II | 26 – 6 | Midland Bouncers | Stadion Ringstrasse |

#### 9ª giornata
| Zugo 10 giugno 2012 | Midland Bouncers | 13 – 31 | Calanda Broncos II | Riedmatt |

#### 10ª giornata
| Zugo 17 giugno 2012 | Midland Bouncers | 20 – 33 | Neuchâtel Knights | Riedmatt |

#### 11ª giornata
| Lugano 24 giugno 2012, ore 14:00 CEST | Lugano Lakers | 14 – 25 | Neuchâtel Knights |  |

### Classifica
La classifica della regular season è la seguente:
- PCT = percentuale di vittorie, G = partite giocate, V = partite vinte, P = partite perse, PF = punti fatti, PS = punti subiti
- La prima classificata sfida l'ultima della Lega B per la partecipazione alla Lega B 2013 (verde)

| Pos. | Squadra            | PCT   | G | V | P | PF  | PS  |
| ---- | ------------------ | ----- | - | - | - | --- | --- |
| 1    | Calanda Broncos II | 1.000 | 6 | 5 | 1 | 117 | 31  |
| 2    | Neuchâtel Knights  | .625  | 6 | 4 | 2 | 97  | 74  |
| 3    | Lugano Lakers      | .625  | 6 | 3 | 3 | 54  | 79  |
| 4    | Midland Bouncers   | .250  | 6 | 0 | 6 | 39  | 123 |

## Playoff
| 15 luglio 2012 | Calanda Broncos II | 6 – 27 | Fribourg Cardinals |  |

## Verdetti
- Calanda Broncos II non promossi in Lega B 2013